# Vasantharajiella kalakadensis
Vasantharajiella kalakadensis là một loài côn trùng cánh nửa trong họ Aleyrodidae, phân họ Aleyrodinae.
Vasantharajiella kalakadensis được miêu tả khoa học đầu tiên bởi P.M.M. David năm 2000.